# Forges (Sena i Marne)
Forges és un municipi francès, situat al departament de Sena i Marne i a la regió de Illa de França. L'any 2007 tenia 405 habitants.
Forma part del cantó de Montereau-Fault-Yonne, del districte de Provins i de la Comunitat de comunes del Pays de Montereau.

## Demografia

### Població
El 2007 la població de fet de Forges era de 405 persones. Hi havia 142 famílies, de les quals 28 eren unipersonals (12 homes vivint sols i 16 dones vivint soles), 55 parelles sense fills, 47 parelles amb fills i 12 famílies monoparentals amb fills.
La població ha evolucionat segons el següent gràfic:
Habitants censats

### Habitatges
El 2007 hi havia 149 habitatges, 140 eren l'habitatge principal de la família, 2 eren segones residències i 7 estaven desocupats. 130 eren cases i 19 eren apartaments. Dels 140 habitatges principals, 98 estaven ocupats pels seus propietaris, 39 estaven llogats i ocupats pels llogaters i 2 estaven cedits a títol gratuït; 13 tenien dues cambres, 29 en tenien tres, 37 en tenien quatre i 61 en tenien cinc o més. 109 habitatges disposaven pel capbaix d'una plaça de pàrquing. A 59 habitatges hi havia un automòbil i a 74 n'hi havia dos o més.

### Piràmide de població
La piràmide de població per edats i sexe el 2009 era:
| Homes | Edats   | Dones |
| ----- | ------- | ----- |
| 0     | 95 o +  | 0     |
| 0     | 90 a 94 | 4     |
| 0     | 85 a 89 | 0     |
| 0     | 80 a 84 | 0     |
| 8     | 75 a 79 | 0     |
| 0     | 70 a 74 | 8     |
| 8     | 65 a 69 | 12    |
| 8     | 60 a 64 | 12    |
| 0     | 55 a 59 | 8     |
| 16    | 50 a 54 | 16    |
| 12    | 45 a 49 | 16    |
| 8     | 40 a 44 | 12    |
| 16    | 35 a 39 | 16    |
| 16    | 30 a 34 | 24    |
| 16    | 25 a 29 | 0     |
| 8     | 20 a 24 | 12    |
| 0     | 15 a 19 | 0     |
| 8     | 10 a 14 | 8     |
| 12    | 5 a 9   | 16    |
| 12    | 0 a 4   | 12    |

## Economia
El 2007 la població en edat de treballar era de 282 persones, 204 eren actives i 78 eren inactives. De les 204 persones actives 185 estaven ocupades (99 homes i 86 dones) i 19 estaven aturades (6 homes i 13 dones). De les 78 persones inactives 24 estaven jubilades, 39 estaven estudiant i 15 estaven classificades com a «altres inactius».

### Ingressos
El 2009 a Forges hi havia 145 unitats fiscals que integraven 382,5 persones, la mediana anual d'ingressos fiscals per persona era de 20.644 €.

### Activitats econòmiques
Dels 11 establiments que hi havia el 2007, 2 eren d'empreses de construcció, 4 d'empreses de comerç i reparació d'automòbils, 2 d'empreses d'hostatgeria i restauració i 3 d'empreses de serveis.
Dels 2 establiments de servei als particulars que hi havia el 2009, 1 era un paleta i 1 guixaire pintor.
L'any 2000 a Forges hi havia 3 explotacions agrícoles.

## Equipaments sanitaris i escolars
El 2009 hi havia una escola elemental. A Forges hi havia 1 col·legi d'educació secundària i 1 liceu d'ensenyament general. Als col·legis d'educació secundària hi havia 149 alumnes i als liceus d'ensenyament general 42.

## Poblacions més properes
El següent diagrama mostra les poblacions més properes.